# Karel Frederik van Saksen-Weimar-Eisenach
Karel Frederik (Weimar, 2 februari 1783 - aldaar, 8 juli 1853) was van 1828 tot 1853 groothertog van Saksen-Weimar-Eisenach. Hij was een zoon van groothertog Karel August en prinses Louise van Hessen-Darmstadt.

## Leven
Karel Frederik trad op 3 augustus 1804 in Sint-Petersburg in het huwelijk met grootvorstin Maria Paulowna van Rusland. Hierdoor kwam Saksen-Weimar-Eisenach in de napoleontische oorlogen onder bescherming te staan van haar broer tsaar Alexander I van Rusland, hetgeen het land zeer ten goede kwam. Aan zijn invloed was het te danken dat het hertogdom door het Congres van Wenen in 1815 tot groothertogdom werd verheven en aanzienlijke extra grondgebieden ontving.
Na de dood van zijn vader besteeg Karel Frederik in 1828, 45 jaar oud, de groothertogelijke troon. Hij regeerde op welwillende en zorgzame wijze maar kon in het revolutiejaar 1848 onrust niet voorkomen. Hij kwam deels tegemoet aan de liberale eisen en vaardigde een nieuwe kieswet uit. De naar deze wet gekozen landdag hervormde in 1848/1849 het rechtswezen en het staatsbestuur. Ook in Saksen-Weimar-Eisenach zette de reactie echter al spoedig in zodat de nieuwe kieswet en de wetgeving inzake de domeinen in conservatieve zin werden gewijzigd.
Karel Frederik overleed op 8 juli 1853, 70 jaar oud. Hij werd als groothertog opgevolgd door zijn zoon Karel Alexander.

## Kinderen
Uit het huwelijk van Karel Frederik met Maria Paulowna werden vier kinderen geboren:
- Paul Alexander Karel Constantijn Frederik August (1805-1806)
- Marie (1808-1877), getrouwd met prins Karel van Pruisen
- Augusta (1811–1890), getrouwd met keizer Wilhelm I van Duitsland
- Karel Alexander (1818–1901), groothertog, getrouwd met prinses Sophie der Nederlanden